# Honerath
Honerath là một đô thị thuộc huyện Ahrweiler, trong bang Rheinland-Pfalz, phía tây nước Đức. Đô thị Honerath có diện tích 2,01 km², dân số thời điểm ngày 31 tháng 12 năm 2006 là 210 người.